# Slottet i Løgum
Slottet i Løgum er en en-længet bygning lige vest for Løgumkloster Kirke i Tønder Kommune. Slottet er opført i 1614, delvis oven på et tidligere kloster, og bruges nu til Folkekirkens efteruddannelse.

## Historie
Cistercienserklosteret i Løgumkloster blev grundlagt i 1173. Ved arvedelingen mellem kong Christian 3. og hans brødre gik Løgumkloster til hertug Hans den Ældre. Klosteret overlevede i første omgang reformationen, men ved den sidste abbeds død i 1548 blev det inddraget og underlagt hertug Hans. Ved hans død overgik Løgumkloster til de gottorpske hertuger.
Slottet i Løgum blev opført i 1614 som jagtslot for hertug Johann Adolf af Gottorp. Der har også været amtsstue og retssal i bygningen. Efter Den Store Nordiske Krig inddrog Frederik 4. hertugens slesvigske besiddelser. Herefter tilhørte slottet den danske krone til krigen i 1864, hvor den preussiske stat overtog det. Efter genforeningen i 1920 blev slottet igen den danske stats ejendom.
Hans Adolph Brorson boede her som huslærer 1717-1721.

## Slottet i dag
Slottet anvendes i dag af Folkekirkens efteruddannelsesinstitutioner Præstehøjskolen og Folkekirkens Pædagogiske Institut.
- Hovedindgangen
- Slottet fra nordvest
- Mindetavle i portrummet

## Ejere af Løgumkloster, senere Slottet i Løgum
- (1173-1548) Cistercienserordenen
- (1548-1581) Hertug Hans den Ældre
- (1581-1586) Hertug Adolf af Slesvig-Holsten-Gottorp (bror)
- (1586-1587) Hertug Frederik 2. af Slesvig-Holsten-Gottorp (søn)
- (1587-1590) Hertug Philip af Slesvig-Holsten-Gottorp (bror)
- (1590-1616) Hertug Johan Adolf af Slesvig-Holsten-Gottorp (bror)
- (1616-1659) Hertug Frederik 3. af Slesvig-Holsten-Gottorp (søn)
- (1659-1695) Hertug Christian Albrecht af Slesvig-Holsten-Gottorp (søn)
- (1695-1702) Hertug Frederik 4. af Slesvig-Holsten-Gottorp (søn)
- (1702-1714) Hertug Karl Frederik af Slesvig-Holsten-Gottorp (søn)
- (1714-1864) Kronen
- (1864-1920) Den preussiske stat
- (1920-) Den danske stat